# 席恩美術館

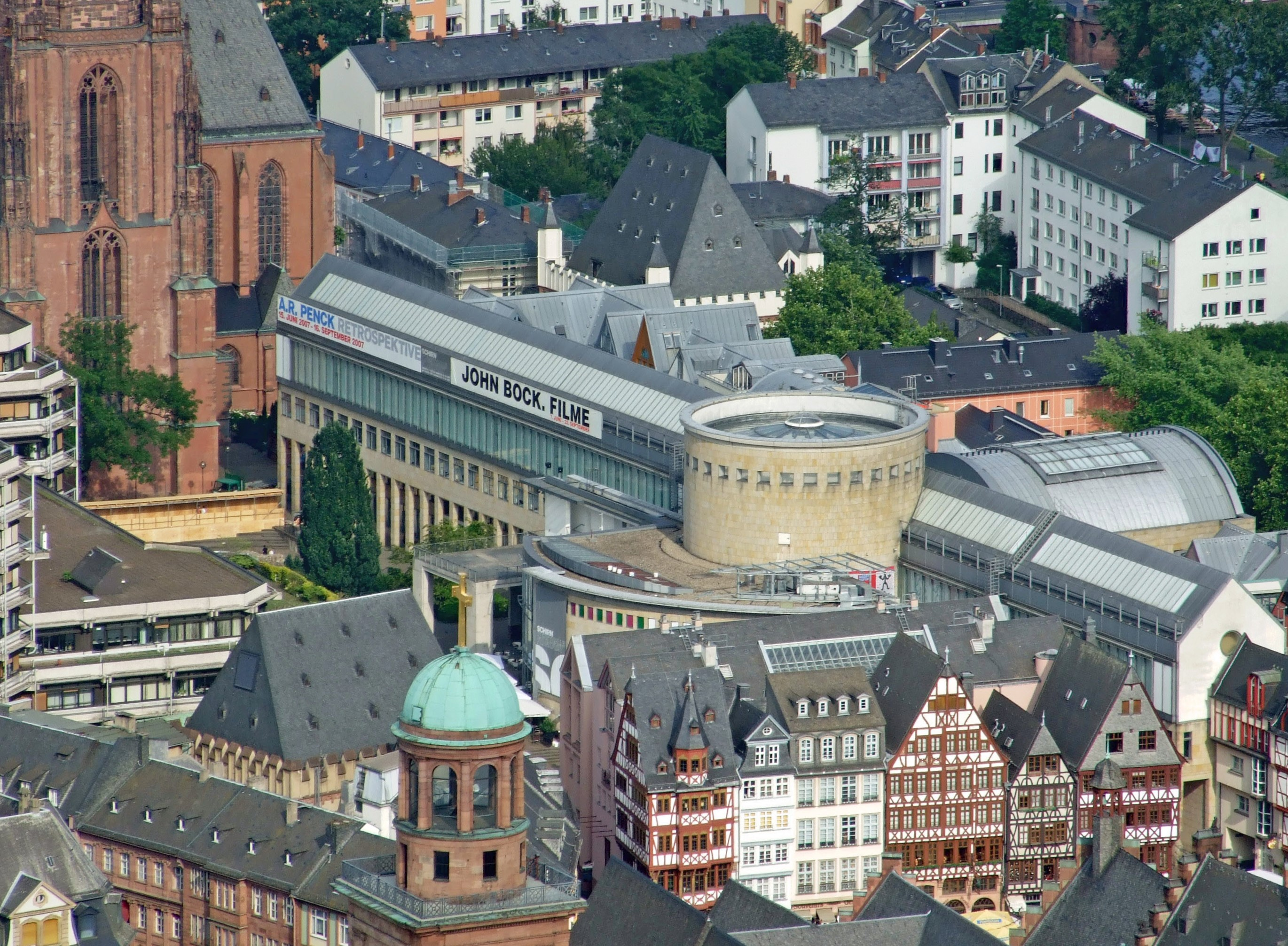
席恩美術館

席恩美術館（Schirn Kunsthalle）是位於德國城市法蘭克福的一座展覽廳，位於法蘭克福舊城。席恩美術館主要用於舉辦現代藝術和當代藝術的美術特展。席恩美術館所在地在二戰期間曾被摧毀。

## 历史
現在的美術館開業於1986年，由法蘭克福當地政府和德國政府提供財政支持。

## 外部連結
- Schirn Kunsthalle website （页面存档备份，存于） including information in English （页面存档备份，存于）
- Schirn Kunsthalle's online magazine （页面存档备份，存于）

50°06′37″N 8°41′01″E / 50.11028°N 8.68361°E